# Verbász község
Verbász község (szerbül Општина Врбас / Opština Vrbas) egy közigazgatási egység (község, járás) Szerbiában, a Vajdaságban, a Dél-bácskai körzetben. Központja Verbász.

## Földrajz
Bácska középső részén helyezkedik el. Nyugaton Hódság község, északnyugaton Kúla község, északon Kishegyes község, keleten Szenttamás község és Temerin község, délen pedig Újvidék városi község, Petrőc község és Palánka község határolja. A községen keresztülfolyik a Ferenc-csatorna.

## Települések
A községhez (járáshoz) 7 település tartozik.
| \| Kishegyes község Kúla község Szent- tamás község H. Hód- ság Palánka község Temerin B. Újvidék Petrőc VERBÁSZ Kucora Péklapuszta Torzsa Kiskér Ókér Sóvé \| \| térkép szerkesztése \| |                    |                   |                 |
| Magyar név | Szerb név (cirill) | Szerb név (latin) | Népesség (2011) |
| Kiskér | Бачко Добро Поље   | Bačko Dobro Polje | 3538            |
| Kucora | Куцура             | Kucura            | 4323            |
| Ókér | Змајево            | Zmajevo           | 3873            |
| Péklapuszta | Косанчић           | Kosančić          | 100             |
| Sóvé | Равно Село         | Ravno Selo        | 3088            |
| Torzsa | Савино Село        | Savino Selo       | 2946            |
| Verbász | Врбас              | Vrbas             | 23910           |
| Kishegyes község Kúla község Szent- tamás község H. Hód- ság Palánka község Temerin B. Újvidék Petrőc VERBÁSZ Kucora Péklapuszta Torzsa Kiskér Ókér Sóvé                                 |                    |                   |                 |
| térkép szerkesztése |                    |                   |                 |

## Népesség
2002-ben a község lakossága 45 852 fő volt, 2011-ben már csak 41 950 fő.
Az etnikai összetétel a 2011-es népszámlálás szerint:
- szerb: 55,24 %
- montenegrói: 17,47 %
- ruszin: 8,02 %
- magyar: 5,85 %
- ukrán: 1,99 %
- horvát: 1,30 %

A magyarok és ruszinok száma jóval nagyobb mint ahogyan azt a fenti adatok mutatják, mert sokan nem nyilatkoztak, jugoszlávnak vagy egyébnek vallották magukat, a ruszinok egy része pedig ukránnak vallotta magát.
Szerb többségű települések Kiskér, Ókér, Péklapuszta és Sóvé. Vegyes etnikai összetételű települések Verbász (relatív szerb többség), Kucora (relatív ruszin többség) és Torzsa (relatív montenegrói többség)[forrás?]. A község szinte valamennyi települése (kivéve Kucorát) a második világháború végéig német többségű volt.